# Michail Fedotowitsch Kamenski

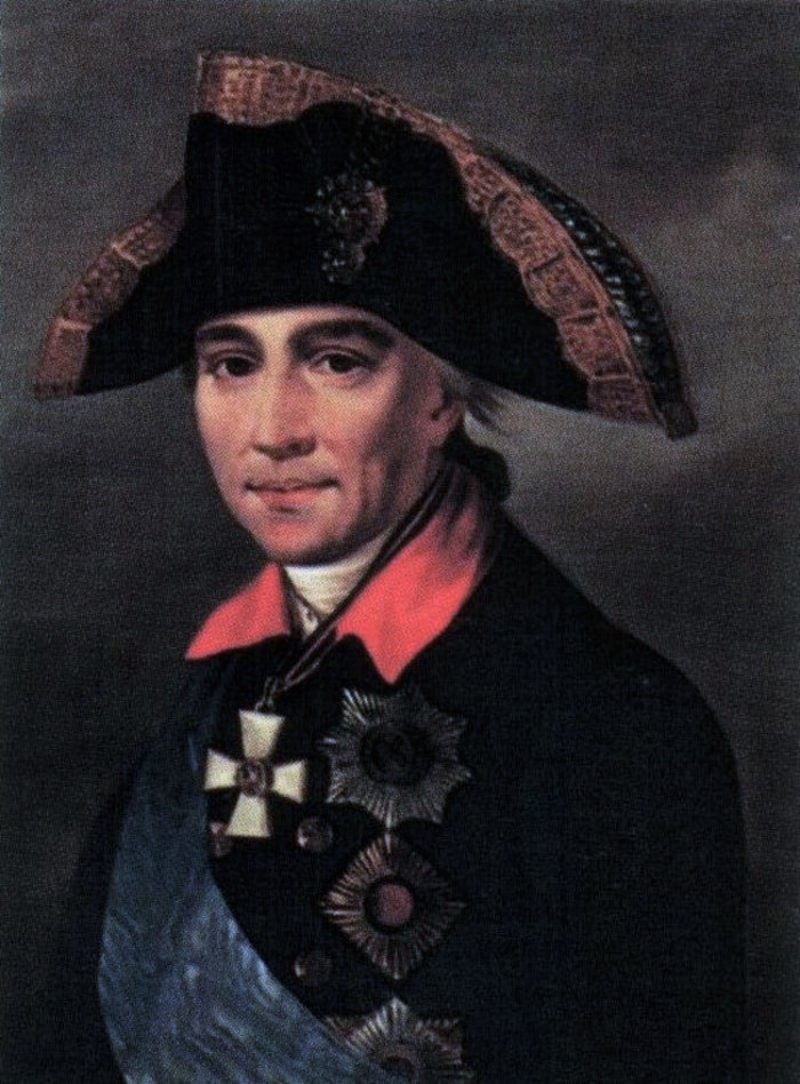
Michail Fedotowitsch Kamenski

Graf Michail Fedotowitsch Kamenski (russisch Михаил Федотович Каменский; * 8. Maijul. / 19. Mai 1738greg. in Sankt Petersburg; † 12. Augustjul. / 24. August 1809greg. in Saburowo, Gouvernement Orjol) war ein russischer Feldmarschall während der Regierungszeit der Zarin Katharina II.

## Leben

### Siebenjähriger Krieg
Michail Fedotowitsch verließ 1756 das Kadettenkorps als Leutnant und diente kurze Zeit in der Baukanzlei. 1757 trat er als Unterzahlmeister der russischen Artillerie bei. Von 1758 bis 1759 diente er in der französischen Armee und wurde zum Hauptmann befördert. Nach seiner Rückkehr erhielt er eine Artilleriekompanie in Moskau. Am 25. Februar 1761 wechselte er auf eigenen Wunsch im Rang eines Premier-Majors zur Infanterie, wurde im selben Jahr Oberst und Generalquartiermeister im Korps des Grafen Rumjanzew. Er nahm an der Schlussphase des Siebenjährigen Krieges teil und kommandierte dann das 1. Moskauer Infanterieregiment. 1765 wurde er nach Preußen gesandt, um das dortige Militär zu studieren und traf dort Friedrich II. Nach seiner Rückkehr legte er seinen Bericht unter dem Titel Opisanije prusskogo lagerja (dt.: Beschreibung des preußischen Lagers) vor, in dem er die preußische Armee und ihr Reglement lobte. 1766 wurde er zum Brigadegeneral und 1769 zum Generalmajor ernannt.

### Russisch-türkischer Krieg 1769–1771
Während des Russisch-türkischen Krieges 1769–1771 kommandierte Kamenski die 4. Brigade bei Chotyn und Janchintsy, wofür er 1769 mit dem Orden der Heiligen Anna ausgezeichnet wurde. Im nächsten Jahr kommandierte er die 1. Brigade der 1. Division und erhielt für seine Rolle im Kampf um Bender den Orden des Heiligen Georg. Nachdem er 1772 für kurze Zeit ein Kommando in Polen hatte, kehrte er an die Donau zurück und nahm an den militärischen Operationen gegen die Türken zwischen Banat und Craiova teil. Hierfür erhielt er den Orden des Heiligen Georg 3. Klasse und wurde 1773 zum Generalleutnant ernannt. 1774 erhielt er das Kommando über den linken Flügel der russischen Armee und nahm an den Operationen bei Pasardschik, Kozludji, Yeni Bazaar und Schumla teil. Für seine Leistungen erhielt er den Orden des Heiligen Georg 2. Klasse und den Alexander-Newski-Orden. Seine Intrigen gegen Suworow führten dazu, dass er von seinem Posten bei der Armee abberufen wurde.

### Von 1775 bis 1791
In den Jahren 1775 bis 1785 bekleidete Kamenski verschiedene Positionen. 1779, während des Bayerischen Erbfolgekrieges, war er militärischer Attaché bei der preußischen Armee und von 1783 bis 1785 Generalgouverneur in den Gouvernements Rjasan und Tambow. Während des Russisch-Türkischen Krieges von 1787–1790 hatte er das Kommando über das 2. Korps, wurde aber abermals wegen Intrigen – diesmal gegen den Feldmarschall Rumjanzew – seines Postens enthoben. Er ging zur 4. Division (Reservekorps) und nahm an den Operationen bei Chotyn und Bender teil. Im Dezember 1788 zeichnete er sich bei Gankur aus und erhielt den Orden des Heiligen Wladimir 1. Klasse. Kurze Zeit kommandierte er die Armee in der Ukraine, geriet aber mit dem Fürsten Potjomkin in Konflikt. Nach dessen Tod (1791) beanspruchte Kamenski das Kommando über die Armee für sich und weigerte sich unter Berufung auf sein höheres Dienstalter, es seinem Nachfolger General Kachowski zu übergeben. Erst als seine Korpskommandeure ihm den Gehorsam verweigert und sich für Kachowski erklärt hatten, trat er zurück.

### Wiederverwendung unter PaulI.
Bei Zarin Katharina in Ungnade gefallen, zog er sich auf seine Güter zurück und verbrachte dort die nächsten fünf Jahre. Erst 1796 kehrte er in den aktiven Dienst zurück, als Zar Paul I., mit dem er schon seit seiner Zeit beim Moskauer Regiment befreundet gewesen war, ihm das Kommando über die Finnland-Division übertrug und ihn zum Chef des Rjasaner Musketierregiments ernannte. Kamenski wurde am 14. Dezember 1796 zum General der Infanterie befördert. Im nächsten Jahr erhielt er den Orden des Heiligen Andreas des Erstberufenen (15. März) und wurde in den Grafenstand erhoben. Am 16. April 1797 wurde er zum Feldmarschall ernannt. Trotzdem verlor er schnell wieder die Gunst des Zaren und wurde am 4. Januar 1798 aus seiner Position bei der Armee entlassen. Der neue Zar Alexander I. berief ihn 1802 zum Militärgouverneur von Sankt Petersburg, entließ ihn aber noch im selben Jahr wegen Unfähigkeit wieder. Die nächsten Jahre verbrachte er auf seinem Gut in Saburowo bei Orjol.

### Im Krieg gegen Napoléon
Da Kutusow nach der verheerenden Niederlage bei Austerlitz nicht mehr in Gunst stand und im Angesicht des Konflikts zwischen den beiden deutschen Korpskommandeuren Buxhöwden und Bennigsen, sah sich Zar Alexander unter dem Druck der öffentlichen Meinung gezwungen, Kamenski den Oberbefehl über die russische Armee zu übertragen (22. November 1806). Aber Kamenskis Gesundheitszustand war sehr schlecht. Als er bei der Armee eintraf, war er fast erblindet und konnte sich kaum noch bewegen. Mehrfach bat er den Zaren brieflich, ihm einen geeigneten General zur Seite zu stellen, der statt seiner die Armee führen sollte, da er selbst sich dazu nicht mehr in der Lage sehe.
Da die Franzosen unter Napoleon aber immer näher rückten, war Kamenski gezwungen Anordnungen zu erteilen. Seine falsche Beurteilung der Lage und seine Unfähigkeit zeigten sich während der Operationen sehr deutlich. Er verwarf Bennigsens Operationsplan und befahl, sämtliche Kräfte bei Pultusk zu konzentrieren, um dort eine große Schlacht zu schlagen. Er selbst verließ seinen Posten und zog sich in ein Militärhospital in der Stadt Ostrolenka, weit hinter den russischen Linien, zurück, von wo aus er den Zaren erneut um seine Ablösung bat. Von Ostrolenka aus gab er weiterhin Befehle an seine Kommandeure, die diese aber weitgehend ignorierten. Kurz bevor er sich im Dezember wieder zurück auf seinen Posten begeben wollte, erhielt er schließlich seine Entlassung als Oberkommandierender und Alexanders Befehl, sich nach Grodno zu begeben. Später erhielt er die Erlaubnis, sich auf sein Gut Saburowo im Gouvernement Orjol zurückzuziehen.

### Die letzten Jahre
Die nächsten drei Jahre verbrachte Kamenski in Saburowo, wo er wegen der äußerst schlechten Behandlung seiner leibeigenen Bauern berüchtigt war. Am 24. August 1809 wurde er dort von einem seiner Bauern erschlagen. Er wurde in der Kirche in Saburowo beigesetzt.

## Nachkommen
Seine beiden Söhne, Nikolai Michailowitsch Kamenski (1776–1811) und Sergei Michailowitsch Kamenski (1771–1834) waren ebenfalls bedeutende russische Generale im Krieg gegen die Türken und gegen Napoléon.
Außerdem ist er ein direkter Vorfahre der Schauspielerin Helen Mirren.